# Tre Valli Varesine
Tre Valli Varesine (italienska för "Vareses tre dalar") är en årlig norditaliensk endags cykeltävling som avhålls kring månadsskiftet september/oktober i provinsen Varese i Lombardiet nära den schweiziska gränsen. Den ingick i UCI Europe Tour och kategoriserades som 1.HC från 2005, men när UCI ProSeries infördes 2020 flyttades tävlingen dit. Åren 1950, 1960, 1973 och 1982 räknades tävlingen dessutom som italienskt mästerskap och 1955 avgjordes den för första och hittills enda gången som ett tempolopp på 100 km (vilket vanns av Fausto Coppi) i stället för som ett linjelopp på ungefär den dubbla distansen (eller några år den tredubbla, som 1931). Start eller mål (fram till och med 1960-talet vanligtvis bådadera) brukar ligga i staden Varese. Loppets sträckning varierar år från år - vanligtvis består en stor del av loppet av en slinga (ibland två) som körs flera varv.
Tre Valli Varesine utgör tillsammans med loppen Coppa Agostoni och Coppa Bernocchi "tredagarstävlingen" Trittico Lombardo.
Tre Valli Varesines arrangör, Società Ciclistica Alfredo Binda, arrangerar också sedan 1967 Piccola Tre Valli Varesine för juniorer på våren.

## Podieplaceringar
| År                                                  | Vinnare               | Tvåa                       | Trea                     |          |
| --------------------------------------------------- | --------------------- | -------------------------- | ------------------------ | -------- |
| 1919                                                | Pierino Bestetti      | Giovanni Scaioni           | Angelo Bianchi           |          |
| 1920                                                | Raimondo Rosa         | Carlo Spina                | Camillo Bertarelli       |          |
| 1921                                                | Luigi Gilardi         | Vincenzo Botta             |                          |          |
| 1922                                                | Domenico Piemontesi   | G. Vigano                  | L. Malinverni            |          |
| 1923                                                | Filippo Brusatori     | Mario Bianchi              | V. Florini               |          |
| 1924                                                | Libero Ferrario       | V. Florini                 | Luigi Magnotti           |          |
| 1925                                                | Giovanni Tizzoni      | Luigi Magnotti             | Aniceto Cattaneo         |          |
| 1926                                                | Mario Bonvicini       | Roberto Lorenzetti         | Aleardo Simoni           |          |
| 1927                                                | Renato Zanona         | Paolo Zanetti              | Aleardo Simoni           |          |
| 1928                                                | Battista Visconti     | Attilio Marangoni          | Aleardo Simoni           |          |
| 1929                                                | Ambrogio Morelli      | Alessandro Catalani        | Allegro Grandi           |          |
| 1930                                                | Albino Binda          | Luigi Ferrando             | Riccardo Proserpio       |          |
| 1931                                                | Luigi Giacobbe        | Francesco Camusso          | Michele Mara             |          |
| 1932                                                | Domenico Piemontesi   | Alfredo Bovet              | Luigi Giacobbe           |          |
| 1933                                                | Alfredo Bovet         | Remo Bertoni               | Luigi Macchi             |          |
| 1934                                                | Severino Canavesi     | Attilio Masarati           | Luigi Barral             |          |
| 1935                                                | Pietro Chiappini      | Ercole Rigamonti           | Edmondo Toccaceli        |          |
| 1936                                                | Cesare Del Cancia     | Michele Benente            | Enrico Mollo             |          |
| 1937                                                | Olimpio Bizzi         | Diego Marabelli            | Glauco Servadei          |          |
| 1938                                                | Gino Bartali          | Severino Canavesi          | Secondo Magni            |          |
| 1939                                                | Olimpio Bizzi         | Gino Bartali               | Adolfo Leoni             |          |
| 1940                                                | Cino Cinelli          | Mario Ricci                | Fausto Coppi             |          |
| 1941                                                | Fausto Coppi          | Olimpio Bizzi              | Gino Bartali             |          |
| 1942                                                | Luciano Succi         | Vasco Bergamaschi          | Mario De Benedetti       |          |
| \| 1943– 1944 \| ej arrangerat (andra världskriget) |                       |                            |                          |          |
| 1945                                                | Adolfo Leoni          | Mario Ricci                | Gino Bartali             |          |
| 1946                                                | Enrico Mollo          | Mario Ricci                | Renzo Zanazzi            |          |
| 1947                                                | Fiorenzo Magni        | Mario Ricci                | Louis Thiétard           |          |
| 1948                                                | Fausto Coppi          | Gino Bartali               | Antonio Bevilacqua       |          |
| 1949                                                | Nedo Logli            | Vittorio Seghezzi          | Renzo Zanazzi            |          |
| 1950                                                | Antonio Bevilacqua    | Alfredo Martini            | Mario Ricci              |          |
| 1951                                                | Guido De Santi        | Alfredo Pasotti            | Pasquale Fornara         |          |
| 1952                                                | Giuseppe Minardi      | Alfredo Martini            | Arrigo Padovan           |          |
| 1953                                                | Nino Defilippis       | Marcello Pellegrini        | Bruno Monti              |          |
| 1954                                                | Giorgio Albani        | Rino Benedetti             | Giuseppe Minardi         |          |
| 1955                                                | Fausto Coppi          | Aldo Moser                 | Giuseppe Minardi         |          |
| 1956                                                | Gastone Nencini       | Giorgio Albani             | Giuseppe Minardi         |          |
| 1957                                                | Germain Derycke       | Ercole Baldini             | Angelo Conterno          |          |
| 1958                                                | Carlo Nicolo          | Aldo Moser                 | Giorgio Tinazzi          |          |
| 1959                                                | Dino Bruni            | Giovanni Verucchi          | Armando Pellegrini       |          |
| 1960                                                | Nino Defilippis       | Rino Benedetti             | Angelo Conterno          |          |
| 1961                                                | Willy Vannitsen       | Carlo Azzini               | Diego Ronchini           |          |
| 1962                                                | Giuseppe Fezzardi     | Jos Hoevenaars             | Franco Balmamion         |          |
| 1963                                                | Italo Zilioli         | Franco Cribiori            | Guido De Rosso           |          |
| 1964                                                | Marino Vigna          | Antonio Bailetti           | Flaviano Vicentini       |          |
| 1965                                                | Gianni Motta          | Michele Dancelli           | Felice Gimondi           |          |
| 1966                                                | Gianni Motta          | Italo Zilioli              | Vito Taccone             |          |
| 1967                                                | Gianni Motta          | Giorgio Zancanaro          | Tommaso De Pra           |          |
| 1968                                                | Eddy Merckx           | Michele Dancelli           | Gianni Motta             |          |
| 1969                                                | Marino Basso          | Dino Zandegù               | Luciano Armani           |          |
| 1970                                                | Gianni Motta          | Eddy Merckx                | Felice Gimondi           |          |
| 1971                                                | Giancarlo Polidori    | Tino Conti                 | Italo Zilioli            |          |
| 1972                                                | Giacinto Santambrogio | Marino Basso               | Michele Dancelli         |          |
| 1973                                                | Enrico Paolini        | Marcello Bergamo           | Italo Zilioli            |          |
| 1974                                                | Tino Conti            | Giacinto Santambrogio      | Enrico Paolini           |          |
| 1975                                                | Fabrizio Fabbri       | Mauro Simonetti            | Serge Parsani            |          |
| 1976                                                | Francesco Moser       | Roger De Vlaeminck         | Gianbattista Baronchelli |          |
| 1977                                                | Giuseppe Saronni      | Phil Edwards               | Valerio Lualdi           |          |
| 1978                                                | Francesco Moser       | Giovanni Battaglin         | Gianbattista Baronchelli |          |
| 1979                                                | Giuseppe Saronni      | Pierino Gavazzi            | Roger De Vlaeminck       |          |
| 1980                                                | Giuseppe Saronni      | Pierino Gavazzi            | Silvano Contini          |          |
| 1981                                                | Gregor Braun          | Alessandro Paganessi       | Pierino Gavazzi          |          |
| 1982                                                | Pierino Gavazzi       | Claudio Torelli            | Gianbattista Baronchelli |          |
| 1983                                                | Alessandro Paganessi  | Silvano Contini            | Serge Demierre           |          |
| 1984                                                | Pierino Gavazzi       | Gianbattista Baronchelli   | Marino Amadori           |          |
| 1985                                                | Giovanni Mantovani    | Giuseppe Saronni           | Pierino Gavazzi          |          |
| 1986                                                | Guido Bontempi        | Pierino Gavazzi            | Roberto Pagnin           |          |
| 1987                                                | Franco Ballerini      | Kjell Nilsson              | Marco Bergamo            |          |
| 1988                                                | Giuseppe Saronni      | Guido Bontempi             | Pierino Gavazzi          |          |
| 1989                                                | Gianni Bugno          | Charly Mottet              | Dirk De Wolf             |          |
| 1990                                                | Pascal Richard        | Claudio Chiappucci         | Thomas Wegmüller         |          |
| 1991                                                | Guido Bontempi        | Pascal Richard             | Gérard Rué               |          |
| 1992                                                | Massimo Ghirotto      | Thomas Wegmüller           | Herbert Niederberger     |          |
| 1993                                                | Massimo Ghirotto      | Francesco Casagrande       | Bruno Cenghialta         |          |
| 1994                                                | Claudio Chiappucci    | Vladislav Bobrik           | Stefano Zanini           |          |
| 1995                                                | Roberto Caruso        | Angelo Lecchi              | Stefano Colagè           |          |
| 1996                                                | Fabrizio Guidi        | Andrea Tafi                | Massimo Donati           |          |
| 1997                                                | Roberto Caruso        | Dario Andriotto            | Marco Serpellini         |          |
| 1998                                                | Davide Rebellin       | Giuseppe Di Grande         | Max Sciandri             |          |
| 1999                                                | Sergio Barbero        | Davide Rebellin            | Francesco Casagrande     |          |
| 2000                                                | Massimo Donati        | Davide Rebellin            | Daniele De Paoli         |          |
| 2001                                                | Mirko Celestino       | Paolo Valoti               | Gianluca Bortolami       |          |
| 2002                                                | Eddy Ratti            | Danilo Di Luca             | Laurent Dufaux           |          |
| 2003                                                | Danilo Di Luca        | Andrea Ferrigato           | Markus Zberg             |          |
| 2004                                                | Fabian Wegmann        | Danilo Di Luca             | Volodymyr Duma           |          |
| 2005                                                | Stefano Garzelli      | Lorenzo Bernucci           | Damiano Cunego           |          |
| 2006                                                | Stefano Garzelli      | Rinaldo Nocentini          | Raffaele Ferrara         |          |
| 2007                                                | Christian Murro       | Alessandro Bertolini       | Kanstantsin Siŭtsoŭ      |          |
| 2008                                                | Francesco Ginanni     | Leonardo Bertagnolli       | Damiano Cunego           |          |
| 2009                                                | Mauro Santambrogio    | Francesco Masciarelli      | Aleksandr Botjarov       |          |
| 2010                                                | Dan Martin            | Domenico Pozzovivo         | Jérôme Baugnies          |          |
| 2011                                                | Davide Rebellin       | Domenico Pozzovivo         | Thibaut Pinot            |          |
| 2012                                                | David Veilleux        | Andrea Palini              | Danilo Di Luca           |          |
| 2013                                                | Kristijan Đurasek     | Francesco Manuel Bongiorno | Aleksandr Kolobnev       |          |
| 2014                                                | Michael Albasini      | Sonny Colbrelli            | Filippo Pozzato          |          |
| 2015                                                | Vincenzo Nibali       | Sergey Firsanov            | Giacomo Nizzolo          |          |
| 2016                                                | Sonny Colbrelli       | Diego Ulissi               | Francesco Gavazzi        |          |
| 2017                                                | Alexandre Geniez      | Thibaut Pinot              | Vincenzo Nibali          |          |
| 2018                                                | Toms Skujiņš          | Thibaut Pinot              | Peter Kennaugh           |          |
| 2019                                                | Primož Roglič         | Giovanni Visconti          | Toms Skujiņš             |          |
| 2021                                                | Alessandro De Marchi  | Davide Formolo             | Tadej Pogačar            |          |
| 2022                                                | Tadej Pogačar         | Sergio Higuita             | Alejandro Valverde       |          |
| 2023                                                | Ilan Van Wilder       | Richard Carapaz            | Aleksandr Vlasov         |          |
| 2024                                                | inställt              | inställt                   | inställt                 | inställt |
| 1943– 1944                                          |                       |                            |                          |          |